# Stina Nilsson
Stina Nilsson (n. 24 iunie 1993, Malung, Comitatul Dalarna, Suedia) este o schioară de fond ce a reprezentat Suedia, medaliată olimpică. A participat la o ediție a Jocurilor Olimpice (2014) în care a câștigat o medalie de bronz.